# Los Angeles Toros
I Los Angeles Toros furono una franchigia calcistica statunitense di Los Angeles che militò nella National Professional Soccer League nel 1967.

## Storia
I Los Angeles Toros vennero fondati nel 1967 per disputare la National Professional Soccer League, lega alternativa a quella riconosciuta internazionalmente USA. 
I Toros ottennero il quinto ed ultimo posto della Western Division, non qualificandosi così per la finale del torneo.
Con la riunificazione delle due leghe, USA ed NPSL, nella North American Soccer League i Toros dovettero cedere il posto ai Los Angeles Wolves, provenienti dalla lega rivale, di cui tra l'altro erano i vincitori. I Toros furono ricollocati a San Diego dando vita ai San Diego Toros.

## Allenatori
- Max Wozniak (1967)